# Русс, Эдмон
Эме Жозеф Эдмон Русс (фр. Aimé Joseph Edmond Rousse; 18 марта 1817, Париж — 1 августа 1906, там же) — французский юрист, прозаик, член Французской академии (Кресло № 5, 1880—1906).

## Биография
Изучал право, был членом Парижскую адвокатской палаты, позже — батоннье совета корпорации адвокатов (1862), затем — председатель Парижской адвокатской палаты (1870).
Автор нескольких книг в области права и книг об исторических личностях, таких как братья Оноре Габриэль и Андре Мирабо, Франсуа Кенэ и др.
13 мая 1880 года был избран членом Французской академии вместо Жюля Фавра, заняв там кресло № 5.
Член Лиги французского отечества.

## Избранные публикации
- Édition des Discours et plaidoyers de M. Chaix d’Est-Ange, 1862
- Étude sur " Le droit nobiliaire " de M. Lévêque, 1879
- Consultation sur les décrets du 29 mars 1880, 1880
- Discours, plaidoyers et œuvres diverses, 2 Bände, 1884
- Les Mirabeau et Quesnay, 1891
- Mirabeau, 1893
- Avocats et magistrats, 1903
- Lettres à un ami, посмертно, 1908